# Luticios
Los leuticios o  luticios (lutici) fueron una federación de pueblos eslavos polabios sucesora de los veletos que habitaban el noreste de la actual Alemania. Cuatro tribus formaban el centro de la federación: los redarios (redari, redarii, que vivirían cerca del río hipotético "Rada" o sería la traducción de"gente de piel roja"), los circipanios (circipani, situados cerca del Peene superior), los quesinios (kessini, kycini, chizzini, situados en el bajo Warnow) y los tolensios (tholenzi, en el Tollensesee). Como mínimo en parte, los lutici fueron una continuación de los veltos. A diferencia de estos y otras poblaciones vecinas, los luticios no estaban dirigidos por un monarca cristiano o duque, sino que más bien el poder emanaba del consenso alcanzado en asambleas centrales de las élites sociales. Los lutici veneraban la naturaleza y varias divinidades. El centro político y religioso era Rethra (también llamada Riedegost o Radgosc). Los leuticios aparecen por primera vez en fuentes escritas que tratan la revuelta eslava de 983, que eliminó la autoridad del Sacro Imperio Romano Germánico en la Marca Billunga y la del Norte. Las hostilidades continuaron hasta 997. Después, las tensiones con el imperio menguaron y en 1003 los lutici se coligaron con el emperador contra el duque Boleslao I de Polonia. Una vez que el sucesor de Boleslao, Miecislao II, fue derrotado en 1033, la alianza se rompió y estalló una guerra germano-luticia que duró hasta 1035, cuando los luticios reanudaron el pago de tributos al imperio, aunque mantuvieron su independencia. Una guerra civil entre las tribus principales originó la decadencia de los lutici en 1056/1057. Los vecinos abroditas intervinieron y sometieron a la fracción noroccidental de los lutici. 
En 1066, los leuticios emprendieron una nueva rebelión, esta vez contra los señores abroditas, durante la cual Juan Scoto, el obispo de Mecklemburgo, fue capturado y sacrificado en Rethra. Como consecuencia, el obispo de Halberstadt y el emperador saquearon y destruyeron esta en subsiguientes campañas, y su papel como lugar de culto pagano principal pasó al templo de Svantovit en Arkona. Otra guerra civil durante los años 1070 agudizó la decadencia de la federación luticia que, en consecuencia, fue incapaz de resistirse a las conquistas y saqueo de sus vecinos en las décadas siguientes.
Durante la primera parte del siglo XII, las tierras pobladas por leuticios comprendíasn los principados abroditas, el posterior Ducado de Mecklemburgo (al oeste) y la reconstituida Marca del Norte que sería el Margraviato de Brandeburgo (al sur), y el ducado de Pomerania (al este). Los luticios se convirtieron al cristianismo y en el siglo XIII fueron asimilados por el pueblo alemán durante el Ostsiedlung.

## Orígenes veletos

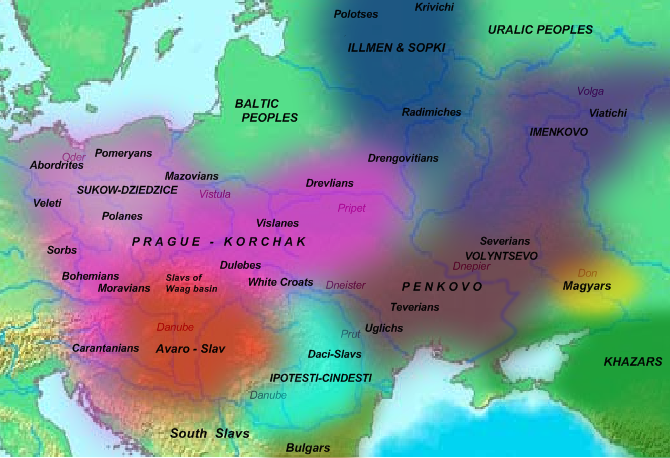
Área de asentamiento y diferenciación de los pueblos eslavos tras el siglo VIII

Al menos en parte, los lutici fueron quienes sucedieron a los veleti (wilzi, wilci), que se mencionan en fuentes de finales del siglo VIII y principios del IX y se cree que vivían en la misma región y, según el Geógrafo bávaro (Geographus Bavarus), se organizaban también en cuatro tribus (regiones). Las crónicas contemporáneas a menudo asocian a los luticios y los veletos. En la segunda mitad del siglo nono, los veletos desaparecen de los registros escritos. Las tribus leuticias aparecen por primera vez en registros escritos después de este vacío: son los redarii, mencionados en 928 por Viduquindo de Corvey, que los listaba en el contexto de las tribus eslavas sometidas por Enrique II del Sacro Imperio Romano Germánico. Aun así, esta lista también contiene la primera mención de los veleti después del vacío mencionado, y los redarios se consideran como entidad separada de los veleti. En 955, los tolensios y circipanios se mencionan en los Anales de San Galo.

## Historia

### Rebelión de 983
En 983, los lutici se rebelaron; en la subsiguiente guerra (983-995) lograron eliminar la autoridad imperial de la mayoría de la Marca del Norte y de la de los bilungos, de las que expulsaron a los obispados de Brandeburgo y Havelberg. La rebelión afectó no solamente a territorios leuticios, sino también a los de los vecinos abroditas y hevelios (estodoranios). Brandeburgo, estratégicamente importante y situado en las tierras de los hevelli,  fue saqueado por de los lutici, que repelieron luego las acometidas de los margraves sajones y de los príncipes de los hevelli. Los paganos lutici nombraron a Kizo, un cristiano sajón, jefe de Brandeburgo. El cronista alemán contemporáneo Tietmaro de Merseburgo (VI, 25) culpó de la revuelta a la opresión de los margraves sobre los leuticios.

La confederación leuticia y las tribus de la región fronteriza con el imperio en tiempos de la gran revuelta (983-1056/57).

En el principado abrodita, los leuticios iniciaron una revuelta que pretendía la abolición del gobierno feudal y del cristianismo y que obtuvo un apoyo considerable del pueblo abrodita. El levantamiento, empero, solo tuvo éxito en parte, y terminó con el saqueo del baluarte abrodita de Mecklemburgo por el emperador Otón III en 995.
La revuelta había comenzado cuando el Sacro Imperio Romano Germánico estaba debilitado por la derrota de Otón II ante los sarracenos en la batalla de Stilo (982). Otón II murió al poco en Roma, tras estallar la rebelión; tres semanas después su hijo Otón III, de tres años, sucedió a su padre. Fue coronado y ungido por los arzobispos de Maguncia y Rávena en Aquisgrán la Navidad de 983. La coronación no fue indiscutida: un grupo se le oponía y prefería como soberano al duque de Baviera, Enrique; los duques eslavos occidentales cristianos Boleslao II de Bohemia y Miecislao I de Polonia, así como el príncipe abrodita cristiano Mistivoi, estuvieron entre los partidarios del bávaro. Todos ellos habían aceptado la reclamación de Enrique del trono en el Hoftag en la Pascua de 984 en Quedlinburg y sólo en el Hoftag de la Pascua del 986, también en Quedlinburg, Otón III fue aceptado finalmente como rey por la oposición, incluidos los duques de Bohemia y Polonia. Ni Mistivoi, muerto entre 992 y 995, ni su hijo y sucesor Mstislav estuvieron presentes en la reunión y no mantuvieron vínculos estrechos con el imperio, a pesar de su participación en campañas en las regiones sajonas de Nordalbinga y Altmark al principio del levantamiento. Aplastar la rebelión de los lutici se convirtió en objetivo central del joven rey. Las incursiones de los lutici y obodriti en la parte oriental del ducado de Sajonia y las campañas alemanas en sus territorios fueron una constante durante casi todos los años de su reinado. Así, los sajones experimentaban dificultades que resultaban de la organización descentralizada de los lutici Además de la reconquista fallida de los obispados, los ejércitos sajones corrieron montañas, lagos y bosques sin objetivos claros. Según los Annales Quedlinburgensis, la primera campaña sajona de 985 siguió una táctica de tierra quemada: «con fuego y matanzas, devastaban la región entera» (totam terram illam incendiis et caedibus devastaverunt), métodos que se aplicarían también en las siguientes campañas. Según una hipótesis del historiógrafo moderno Gerd Althoff, estas expediciones no tenían como propósito primordial la reconquista, sino más bien la venganza y el saqueo.
En la primera de esas campañas en la que Otón III participó, en 986, tenía seis años. En 991, con once, estuvo en la reconquista provisional de Brandeburgo, perdida a causa de una traición sajona, y en 992 en una batalla que la continuaba hasta que vencieron en 993. En 994, Otón II organizó una expedición que implicaba una importante participación de los príncipes del imperio y que fue también la primera que abordó como gobernante independiente, ya que antes había estado bajo la tutela de su madre y, tras la muerte de esta, de la de su abuela Adelaida de Italia y de Willigis, arzobispo de Maguncia. Entre los que tomaron parte en la campaña estaba Bernardo I de Sajonia, su anterior rival Enrique II de Baviera junto con su hijo y emperador posterior Enrique IV de Baviera, los obispos de Rastisbona y Frisinga, el arzobispo de Magdeburgo, Giselher, el obispo de Meissen, los margraves Gerón y Liutha, el duque Boleslao I de Polonia, un hijo del duque Boleslao II de Bohemia y el futuro rival de este último, Sobieslao, hermano de Adalberto de Praga.  Mientras, Enrique II de Baviera murió antes de que la campaña empezara en 995, y su hijo Enrique IV (después emperador) volvió a Baviera para asegurar su sucesión. La lista de participantes distinguía esta campaña de otras sajonas acontecidas antes de la rebelión y tuvo un papel destacado en la historia de Bohemia: Boleslao II, faltando a sus promesas, se aprovechó de la ausencia de Sobieslao, marchó al castillo de este en Libice (Libitz) y mató a su familia, de la dinastía Eslaviníquida.
A principios de 996, Otón III viajó a Roma para recibir la corona imperial del papa Gregorio V.  En ese momento, Adalberto de Praga estaba también en la ciudad, y tanto Otón como Adalberto marcharon en rutas diferentes en junio de 996 para encontrarse de nuevo en otoño en Ingelheim y Maguncia. Adalberto, que en Roma y con el consentimiento papal había aceptado una misión en territorio pagano, estaba aún indeciso sobre si tendría que convertir a leuticios y prusianos. Finalmente optó por una misión con los prusianos, que lo mataron el 23 de abril de 997. Ese mismo año de 997, Otón III estaba en su última campaña en las tierras de los lutici, atacando a los hevelli.

### Alianza germánico-leuticia contra Polonia
Después de que los leuticios obtuviesen la independencia, Otón II se alió en su contra con Miecislao I de Polonia, a quien deseaba integrar en su renovatio imperii Romani. Boleslao I de Polonia, sucesor de Miecislao, también expandió su reino y se negó a homenajear al sucesor de Otón, Enrique II, por Bohemia, conquistada por los polacos en 1003. Además, Boleslao apoyaba a los alemanes contrarios a Enrique. Esto llevó al emperador a abandonar la reconquista de las tierras de los leuticios y ofrecerles una alianza contra Boleslao, mentada primeramente en una reunión en Quedlinburg el 28 de marzo de 1003. Como los leuticios eran paganos, esta medida fue criticada ampliamente en el imperio. En 1004 Enrique II había expulsado a Boleslao del ducado de Bohemia y territorios adyacentes a Lusacia, y en 1005 hubo una contraofensiva. Los leuticios, que participaban en la campaña, infundieron desánimo en el ejército cristiano al llevar consigo ídolos de sus divinidades. Tietmaro de Merseburgo menciona retrasos causados por los lutici  que impidieron al ejército imperial derrotar decisivamente a Boleslao; obviamente, a estos no les interesaba eliminar la amenaza de Boleslao, puesto que esta era la base de la alianza entre leuticios y alemanes y evitaba la reanudación de campañas imperiales contras sus territorios. Por otro lado, los retrasos se debían también a guías corruptos y nobles sajones, que se oponían igualmente a las expediciones contra el cristiano Boleslao y preferían restablecer el control y las misiones en el país de los paganos leuticios. La campaña cesó cerca de Poznan, adonde los enviados de Boleslao acudieron a pactar un acuerdo de paz. Después, Boleslao negoció una alianza con nobles cristianos desconocidos en Magdeburgo, contra los luticios, pese a que, al mismo tiempo, instigaba a leuticios y bohemios contra Enrique, según el testimonio de enviados leuticios y bohemios en Ratisbona (Pascua de 1007). Estos emisario solicitaron un ataque rápido contra Boleslao, pero parte de la nobleza se opuso firmemente a reanudar el conflicto con el polaco. Fue el propio Boleslao quien desencadenó la nueva guerra (1007-1013), en la que las fuentes no mencionan que participasen los luticios. La siguiente noticia sobre ellos los menciona en las negociaciones en Amberg en noviembre de 1012, confirmando la alianza de 1003. Fuerzas considerables leuticias participaron en dos campañas de Enrique II contra Boleslao en 1015 y 1017.

Los dominios del rival polaco de Enrique II, Boleslao I. El emperador se coligó con los luticios contra él, pese a que antes había tratado de someter sus tierras a la autoridad imperial.

En 1017, dos incidentes hicieron que los lutici abandonasen temporalmente la campaña. Primero, el lanzamiento de una piedra de un compañero del margrave Herman Billung que echó a perder un ídolo leuticio; para apaciguar el disgusto de sus aliados, Enrique II tuvo que pagarles doce libras de plata. En segundo lugar, los luticios perdieron cincuenta guerreros y un ídolo de una divinidad femenina en una inundación, mientras cruzaban el río Mulde cerca de Wurzen. Los lutici interpretaron estos sucesos como malos augurios, y se marcharon, decididos a romper la liga con el emperador. Pese a ello, una asamblea decidió retomar la guerra del lado del emperador, y dos ejércitos luticios acometieron nuevamente a Boleslao en 1017. Un ejército leuticio se unió a las fuerzas del emperador en el asedio de Glogau (Tietmaro, VII, 59), mientras otro atacaba otro castillo de Boleslao y devastaba la región circundante tras haber perdido cien hombres en un vano intento de conquistarlo (Tietmaro VII, 61). Günther, un ermitaño de Magdeburgo, partió en misión a las tierras de los lutici durante el mismo año, aunque su predicación resultó infructuosa.
La paz de Bautzen (1018) concluyó la contienda entre Enrique y Boleslao, y los leuticios atacaron a sus vecinos orientales abroditas ese mismo año. Justificaron la acometida porque los abroditas no habían participado en la guerra recién terminada. A los leuticios los apoyaba una parte de los abroditas; la contienda conllevó la expulsión del duque abrodita Mstislav a Sajonia y la destrucción de su sede en Oldenburgo. Esto motivó la intervención del rey danés Canuto el Grande en 1019, y las del duque de Sajonia y del arzobispo de Bremen, que hasta entonces habían estado enfrentados una disputa por influencias en tierras abroditas; combinaron sus fuerzas en 1020 y aplastaron la rebelión en 1021.
Al fallecer Enrique II, Boleslao I de Polonia utilizó el vacío de poder en el imperio para coronarse rey en el 1025. Pese a que falleció ese mismo año, su hijo y sucesor Miecislao II Lampert de Polonia también se arrogó el título real, se negó a rendir homenaje al sucesor de Enrique II, Conrado II y trató de adueñarse de los territorios leuticios. Conrado, por su parte, retomó la alianza germánico-leuticia. En 1028, Miecislao invadió y taló la zona del río Saale en una campaña que afectó también a los hevelli, aliados de los leuticios. Ese mismo año, delegados leuticios solicitaron el socorro de Conrado contra el «tirano Miecislao» en un sínodo en Pöhlde. Entre 1029 y 1032, el emperador llevó a cabo una serie de campañas que le permitieron vencer a Miecislao II e imponerle el Tratado de Merseburgo en 1033, desfavorable para el soberano polaco. Se ignora si las fuerzas de los lutici participaron en estas expediciones. La derrota polaca, que hizo que el reino se sumiese en una guerra civil, eliminó la razón de ser de la liga germánico-leuticia y originó una nueva guerra entre los hasta entonces coligados.

### Guerra Germano-leuticia

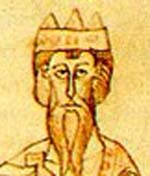
Conrado II

En 1033, un ejército leuticio atacó repentinamente la fortaleza de Werben del río Elba. Una armada de socorro sajona fue derrotada y fallerieron 42 hombres. El emperador Conrado II mientras se centraba en asegurar la sucesión al Reino de Arlés y así se abstenía de una venganza inmediata. En 1035, los lutici saquearon Werben tras un acto de traición y mataron a la mayoría de los valedores. Conrado II apoyó a Bretislao I de Bohemia, aventajándose con una campaña a gran escala a los territoris de Leuticia. El resultado no fue decisivo, con grandes pérdidas en los dos bandos. Una consecuente campaña llevada principalmente por nobles sajones ocasionó la derrota de los leuticios, que hubieron de aceptar pagar un gran tributo y dar rehenes. A pesar de la derrota, los leuticios conservaron la autonomía y los obispados de Brandenburg y Havelberg no fueron reinstaurados.

### Guerras civiles y gobierno abrodita
En 1056/1057, la federación leuticia se desintegraba en una guerra civil (Lutizischer Bruderkrieg, "Guerra civil leuticia"). Quesinos y circipanios luchaban contra redarios y tolensios. La disputa se dirimió con la intervención del príncipe abrodita Gottschalk, yerno del jarl danés Svend II de Dinamarca. Después de que el príncipe abrodita Ratibor y sus hijos murieran en batalla en 1043, Gottschalk se había coronado príncipe abrodita y de parte del Reino de Leuticia con el apoyo de Sven II y del duque Bernardo II Duque de Sajonia. Según Adán de Bremen (Gesta II, 79), Gottschalk fue a "tierras eslavas con fuerza poderosa, atacó a todo el mundo y causó pavor entre los paganos." En 1057, otra vez con apoyo de Bernardo II y Svend, Gottschalk sometía a quesinios y tolensios y los integraba en su reino.

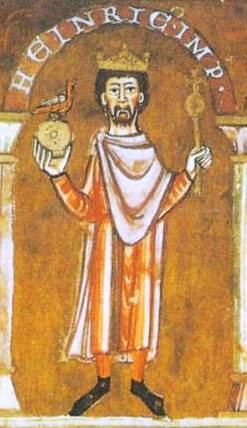
Enrique IV

En 1066, los lutici se vieron implicados en una rebelión abrodita durante la cual Gottschalk mureió y su esposa y otros parientes fueron expulsados desnudos de Mecklemburg, mientras que un monje, Ansvar, y otros, fueron lapidados hasta morir en Ratzeburg. Adam de Bremen (III, 51) además registró la captura del viej obispo de Mecklemburg "Iohannes" (Juan Scotus) que fue enviado a Rethra, donde fue sacrificado al dios Redigost. No obstante e, obispo de Halberstadt, Burcard, saqueó Rethra en el invierno de 1067/1068, y como símbolo de su victoria entró a caballo en el templo sagrado. En invierno de 1069, Enric VI llevó una campaña de saque a territorios leuticios. 
En 1073, Enrique IV se ganó a los leuticios como aliados contra los sajones de Otón de Nordheim. Según Bruno de Querfurt, Enrique IV ofrecía a los luticios la oportunidad de conquistar tanta tierra sajona como quisieran. Los nobles sajones entonces intentaron también ganar a los luticis como aliados contra Enrique IV. Entre los lutici, estalló otra guerra civil entre las facciones que querían apoyar a Otón y a Enrique, ocasionando muchas muertes. Como consecuencia, los lutici fueron incapaces de atacar a Enrique u Otón. Aun así, debido a la Querella de las Investiduras, Enrique IV tenía que cambiar su foco fuera de las áreas de los lutici, y así estos mantuvieron su independencia. En 1090, Enrique,  príncipe abrodrita, había consolidado el reino abrosita con apoyo danés y sajón, y había matado su rival Cruto Después de que una rebelión abrodrita fuera reprimida en 1093, Enrique se expandió hacia el este en unas varias campañas, y sometió a los leuticios del río Havel. En 1100/1101, Enrique se alió con los sajones y asedió Havelberg donde los hevelli y los brisani se habían sublevado, mientras su hijo Mistue saqueaba el próximo territorio de los linoni con 300 eslavos y 200 sajones.

### División y conversión de les áreas leuticias
Cuando en 1115 el duque sajón Lotario II del Sacro Imperio Romano Germánico derrotó a Enrique V del Sacro Imperio Romano Germánico en la batalla de Welfesholz, la influencia del emperador en Sajonia y los territorios de los wedos había desaparecido virtualmente. Por otro lado, Lotario seguía una política expansionista haciendo campaña entre las tribus contra todas sin tener en cuenta los intereses abroditas. En esta campaña apoyó al margrave de la Marca del Norte, con entre otras cosas 300 caballeros circipanios. Más tarde Lotario siguió con varias campañas en áreas leuticias entre 1115 y 1127. En 1121, Lotario en una campaña contra los kessini, saqueó su baluarte principal, Kessin,  y sometió a su príncipe Sventipolk. Este mismo año, el duque Boleslao III de Polonia hacía campaña en el área del lago Müritz. En1127, una campaña de Lotario afectaba el área de Gützkow. Con sus campañas, Lotario, quería recuperar las áreas alemanas perdidas en 983.
En 1127, Kessin volvió a ser saquesada junto con Werle, estsa vez por el príncipe abrodita Sventipolk. hijo de Enrique el abrodita (muerto en 1125), Sventipolk, luchaba por la herencia de su padre contra su hermano Knud. En su campaña con los kessini lo apoyaba el conde Adolfo I de Schauenburg. Pero, Sventipolk, su hijo Swinike y su hermano Knud fueron asesinados en 1128, y en 1129 Lotario (rey alemán desde 1125) dio el "reino de los abroditas" al danés Knud Lavard, que también fue asesinado por un pariente en 1131.  Su sucessor al reino abrodita oriental, hasta el río Peene, fue Niklot.
.

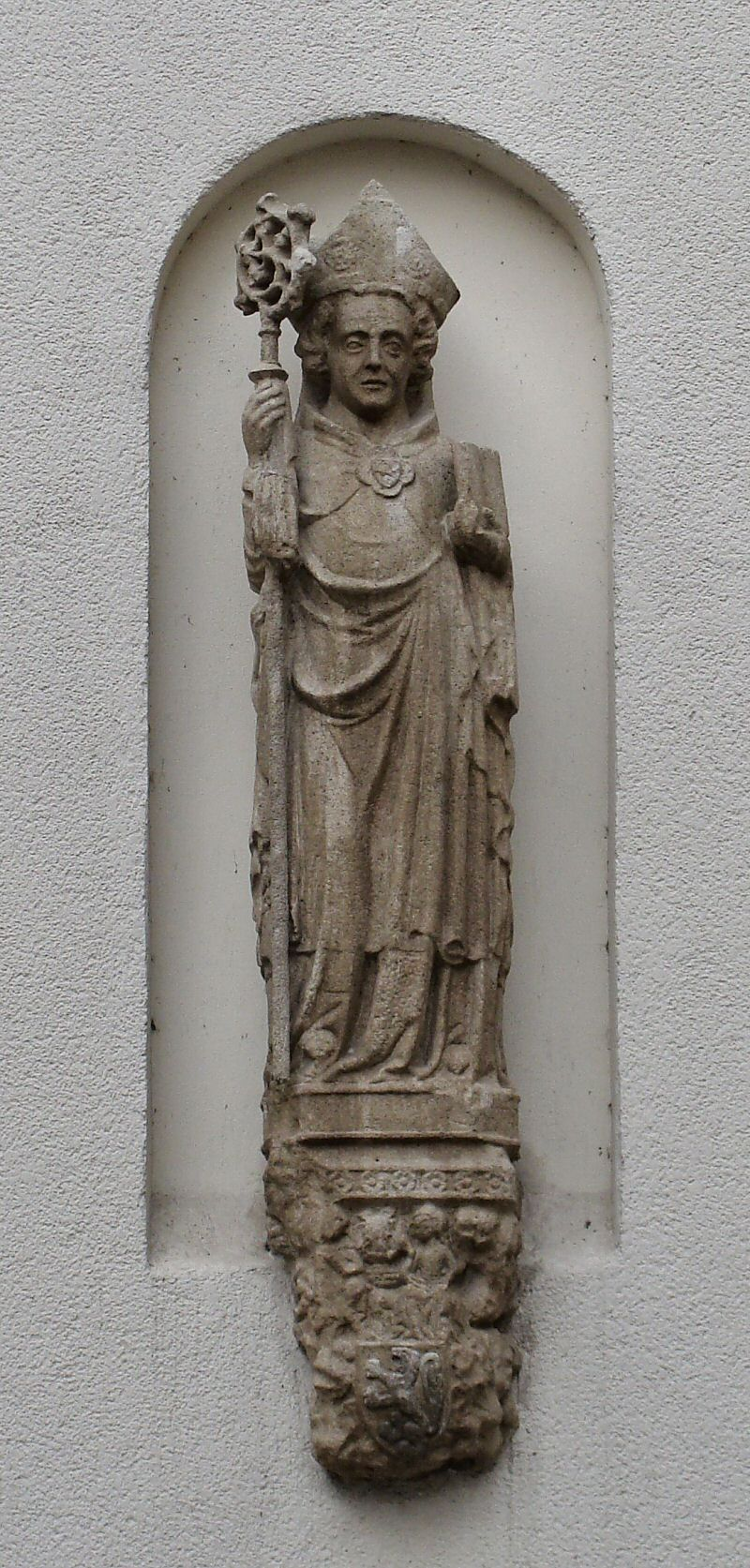
Otón de Bambergo, Castillo de los duques de Pomerania, Szczecin (Stettin)

Las áreas de los lutici orientales entre el Peene, Tollense, Uecker y Óder habían sido entonces sometidas por Wartislaw I de Pomerania y los lutici primores de esta área se convirtieron al cristianismo en 1128. De ahí que los duques pomeráneos ocasionalmente se llamen dux Liuticiorum.  La conversión de los lutici fue cumplida por Otón de Bamberg, que había estado en misión también entre los pomeráneos y las tribus del bajo Óder(prissani y velunzani, todo bajo el gobierno de Wartislao) en 1124/25, Boleslao III de Polonia había sometido a Wartislao después de su campaña a Leuticia antes mencionada, y en 1127 estaba al borde de atacar a Wartislao otra vez por sus conquistas territoriales en Leuticia que habían reforzado considerablemente la posición de Wartislao. Cuando Otón de Bamberg esperaba a Wartislao I en Demmin en 1128 para convertir los lutici, el duque pomeráneo apareció con dos ejércitos, y según el biógrafo de Otón, Herbod, saqueó y quemó las áreas circundantes antes de hablar con Otón sobre la conversión. Wartislao también había convocado una reunión de los nobles lutici en Usedom, donde aceptaron el cristianismo. Otón entonces destruyó los templos paganos en Wolgast y Gützkow, antes de hacer de mediador en la disputa entre Wartislao I y Boleslao III. Boleslao Boleslau abortó sus preparaciones para la guerra, y a cambio Wartislao I aceptó la superioridad feudal de Boleslao para su territorio al este del Óder, mientras que para las áreas de los lutici su superior era Lotario. Cuando el papa coronó a Lotario como emperador en Roma el 6 de junio de 1133, también dictó un documento dirigido al obispo Norberto de Magdeburg mencionando un "Obispado de Stettin" para las áreas de los lutici entre el Elba y el Óder, y un obispado de Pomerania por las áreas al este del Óder. Estos obispados aun así no se materializaron, en cambio el Obispado de Wollin fue fundado el 1140 para las áreas entonces gobernadas por Wartislao I.
El 1134, Lotario daba laq marca del norte, o sea el área sur del río Peene a Alberto el Oso de la casa de Ascania. La cruzada de los wendos de 1147 apuntaba en las áreas abroditas y leuticias. Después de un periodo de gobierno danés en la parte norteña, los ducados del Sacro Imperio Romanogermánico de Pomerania y Mecklemburgo (sucesor del estado Abrodrita) y el marcgraviato de Brandenburg (sucessor de la Marca del Norte) se habían consolidado en las anteriores áreas de Leuticia.  Durante el Ostsiedlung, los lutici fueron asimilados por pobladores alemanes siendo finalmente parte del pueblo alemán.

## Religión
Tradicionalmente, los lutici veneraban a la naturaleza en bosques sagrados o a fuentes, lagos, y ríos, donde ritualizaban y hacían sacrificios sin sacerdotes. Además, los lutici tenían lugares de culto. La densidad de templos lutici era la más alta en toda el área de asentamiento eslava. Desde el año 2002, se han identificado unos veinte lugares de culto entre los cuales Rethra (Riedegost) el más importante, antes de Svantevit en Arkona era el principal después de la destrucción de Rethra. Los lugares de culto como Rethra eran mantenidos por sacerdotes, y como en su sociedad la política estaba vinculada a las creencias religiosas y no gobernada por un monarca secular, los sacerdotes de Rethra eran extremadamente influyentes. Según Tietmaro, todas las regiones tenían su templo y cada casa tenía su propio ídolo especial.
El mantenimiento de lugares de culto marca la transición de la veneración de la naturaleza a la veneración de ídolos representando divinidades personalizadas, una tendencia que en la historiografía se interpreta como resultado de contactos con el cristianismo. La construcción de lugares de culto florecía desde el siglo X, también un ídolo datado a los siglos VII y VIII se ha encontrado en Feldberg, y un lugar de culto rodeado por tablones se encontraba a la fortaleza de Groß Raden, datado de la segunda mitad del siglo IX.

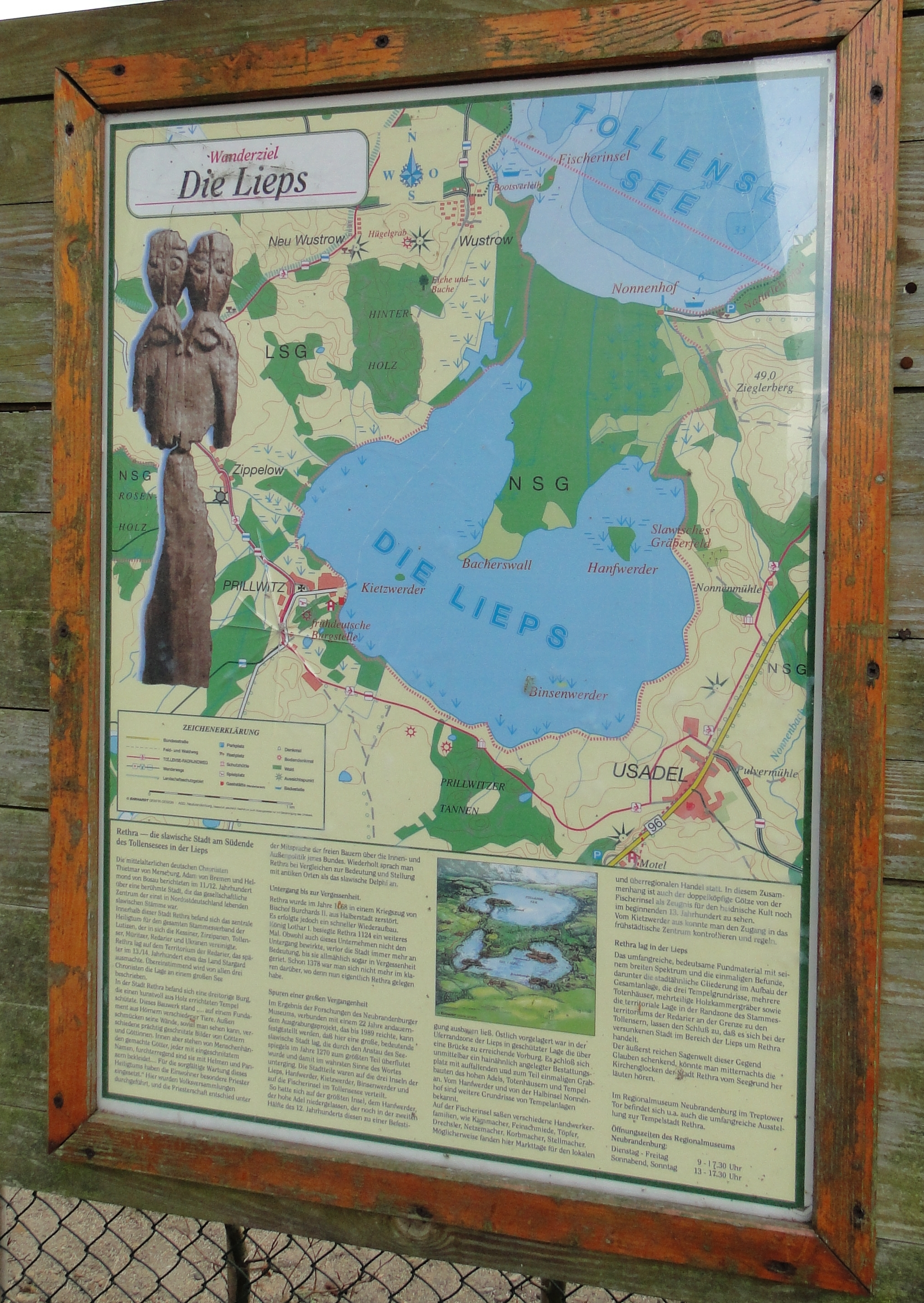
Información cerca deLieps, que afirma ser el lugar de Rethra

La divinidad principal venerada era Rethra,  mencionada como Zuarasici por Tietmaro (VI, 23), y como Redigost (Redigast, Riedegost) por Adam de Bremen (II, 21; III, 51) y Helmold. Esto es interpretado por historiadores y lingüistas de maneras diferentes: probablemente, los nombres diferentes marcan la transición de un nombre con la raíz iraní *xvar, "solo", a una divinidad personalizada clara con el nombre Riedegost. Se podría entonces haber adoptado el nombre del templo (Rethra) como el nombre de la tribu (Redarii). Una hipótesis alternativa sugiere que fue al revés, adoptaron el nombre del templo a la divinidad, y una tercera supone que Riedegost era el nombre alternativo del Zuarasici de Tietmaro. 
Tietmaro (VI, 23) describía Rethra como un castillo (urbs) con tres cuernos (tricornios) y tres puertas (tres in se continens portas), dos de ellas podían ser accedidas por tierra, mientras la tercera y más pequeña daba a un lago al este (euga) con supuestamente una vista que aterra (horribile visu). El castillo estaba rodeado por una arboleda demasiado frondosa (silva). Dentro del castillo había un templo de madera con cuernos animales, y en este templo había ídolos de divinidades, cada una con un nombre grabado, casco y arnés, con Zuarasici como la divinidad más importante. Gonfanons (vexilla) de estas divinidades se almacenaban en el templo y solo tenían que dejar el lugar durante una guerra. Tietmaro escribía esto cuando los lutici eran aliados del emperador, una alianza a la cual se oponía, e incluía su informe en Rethra con el propósito de advertir los alemanes. También se dirigía explícitamente a los lectores y les recomendaba no seguir el culto de los lutici, sino la Sagrada Biblia. Adam de Bremen escribió la Gesta Hammaburgensis Ecclesiae Pontificum cuando Rethra ya estaba en decadencia y describía la situación de forma distinta como un sitio de sacrificios y oráculo. El cronista del siglo XII, seguía la versión de Adam. La localización del templo se desconoce, pero hay teorías que hablan del área de Strelitz de Mecklemburg, y en particular el Tollensesee.

## Lugar de entierro delsigloXIIen Sanzkow
Los registros arqueológicos sugieren una esperanza de vida de 20 a 30 años, principalmente debida a una mortalidad infantil alta. Excavaciones en Sanzkow cerca de Demmin revelan que un 25,8% de los niños enterrados estaban por debajo de la edad de 6 años y un 4,4% por debajo de los 12 años, sumando una mortalidad infantil aproximada de un 20%. Para los que llegaban a adultos, la edad de muerte mediana era de 40,7 años (varones) y 34,1 años (mujeres), y sólo un 4,4%, principalmente hombres, llegaba a cumplir más de 60 años.  La esperanza de vida más baja de las mujeres resultaba de la mortalidad puerperal, ya que una mujer media daba nacimiento a tres o cuatro niños en intervalos de tres a cuatro años. La altura media de los varones adultos era de 1,70 metros y 1,60 para mujeres adultas. El examen médico de los dientes revela un régimen sano con proteína suficiente y porciones de carbohidratos bajas y un periodo de amamantamiento de dos años. Graves deformaciones patológicas óseas aparecen en un 28% de los esqueletos de Sanzkow adultos, y menos graves en un 44%. La mayoría de los adultos sufrían de espondilosis, especialmente los hombres de más de veinte años, pero también mujeres de más de treinta. Combinado con un alto índice de artrosis, que también afectaba principalmente a hombres, y otras deformaciones de esqueleto, esto sugiere una condición física alta especialmente de la población masculina. Un índice extraordinariamente alto de fracturas de huesos (un 15% de la población adulta, principalmente hombres) indica implicación masiva en batallas y accidentes. Las lesiones de cráneos resultado de golpes, espadas y flechas eran también comunes. Dos cuerpos a Sanzkow estaban enterrados como vampiros. Para uno de estos, hay evidencia de una lesión que podría haber ocasionado disfunciones cerebrales, y fue enterrado con tres rocas grandes puestas encima de su cara, su pecho y sus piernas. Una mujer tenía una dentadura, y hay también evidencia a favor de trepanaciones.